# ダ・カーポ (ラヴのアルバム)
『ダ・カーポ』（Da Capo）は、アメリカ合衆国のバンド、ラヴが1966年に発表した2作目のスタジオ・アルバム。

## 背景
「ステファニー・ノウズ・フー」と「ザ・キャッスル」は、当時アーサー・リーとブライアン・マクリーンの両名と知り合いだった少女、ステファニー・バフィントンにインスパイアされた曲で、マイケル・スチュアートによれば、当初はリーが彼女を射止めたが、その後マクリーンに取られたという。LPの片面を占めていた大作「レヴレイション」は、当初は「ジョン・リー・フッカー」というタイトルで、初期のラヴのクラブ・ギグにおいて、締め括りの曲として演奏されることが多かった。

## 反響
アメリカでは本作がBillboard 200で80位を記録。また、シングル「セヴン&セヴン・イズ」はBillboard Hot 100で33位に達して、バンド唯一の全米トップ40シングルとなった。

## 評価・影響
Richie Unterbergerはオールミュージックにおいて満点の5点を付け、オリジナルLPのA面に収録されていた6曲を「真の意味で一流の作品群」と称賛する一方、「レヴレイション」に関しては「本作を真の意味での名盤として評価されることを妨げている、長ったらしい19分のジャム」と評している。
ローリング・ストーンズの楽曲「シーズ・ア・レインボー」は、本作収録曲「シー・カムズ・イン・カラーズ」にインスパイアされたという説もある。

## 収録曲
特記なき楽曲はアーサー・リー作。
1. ステファニー・ノウズ・フー - "Stephanie Knows Who" - 2:34
2. オレンジ・スカイズ - "Orange Skies" (Bryan MacLean) - 2:53
3. ケ・ヴィダ - "¡Que Vida!" - 3:42
4. セヴン&セヴン・イズ - "7 and 7 Is" - 2:19
5. ザ・キャッスル - "The Castle" - 3:03
6. シー・カムズ・イン・カラーズ - "She Comes in Colors" - 2:45
7. レヴレイション - "Revelation" (Arthur Lee, B. MacLean, Johnny Echols, Ken Forssi) - 18:56

## 参加ミュージシャン
- アーサー・リー - リード・ボーカル、ギター
- ブライアン・マクリーン - ボーカル、リズムギター
- ジョン・エコールズ - リードギター
- ケン・フォーシ - ベース
- マイケル・スチュアート - ドラムス、パーカッション
- アルバン・スヌーピー・ピステラー - オルガン、ハープシコード、ドラムス
- チェイ・キャントレリ - サクソフォーン、フルート